# Распутица

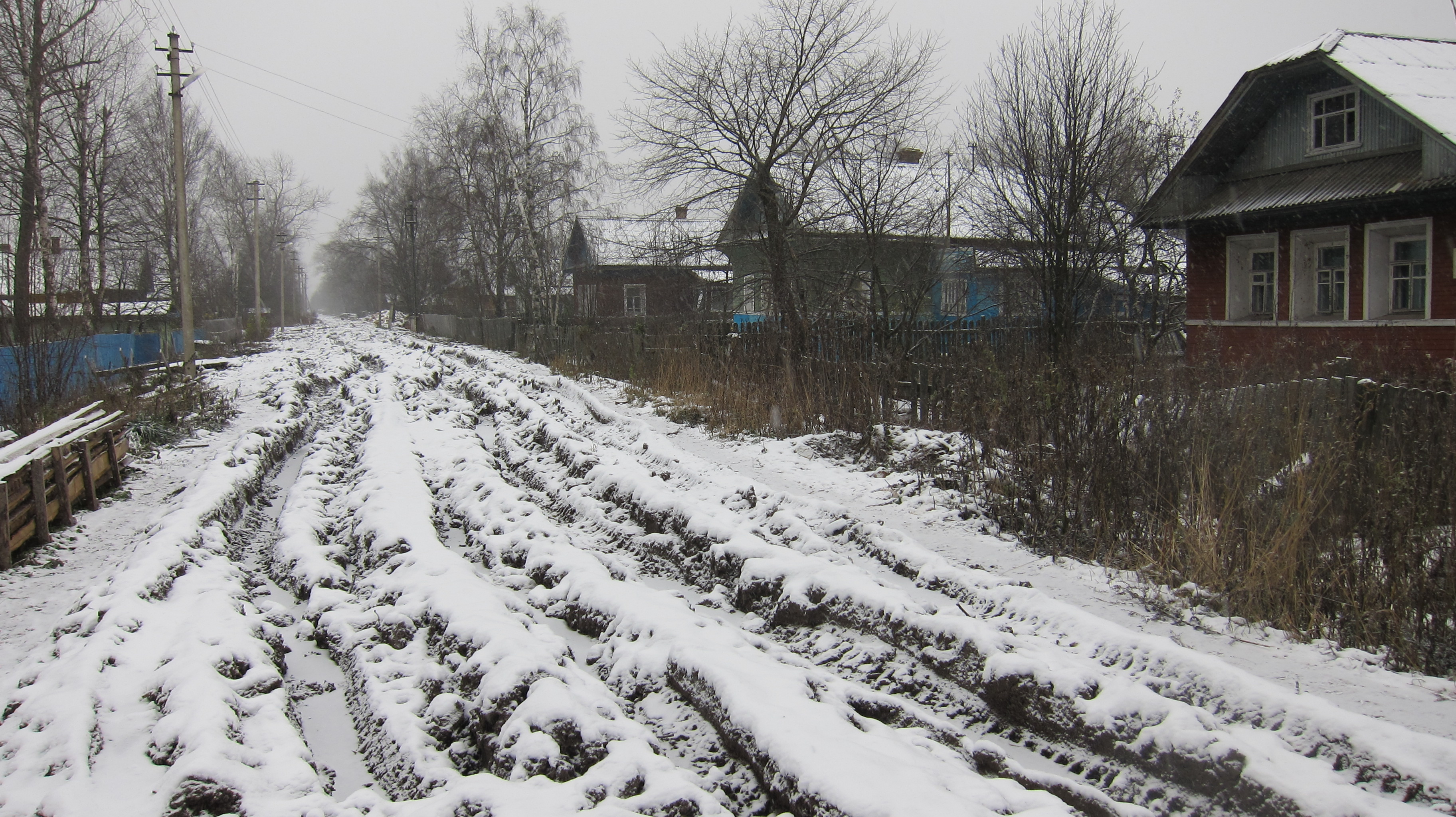
Городская улица в городе Сокол Вологодской области в 2012 году

Распу́тица — период, когда грунтовые дороги становятся непроходимыми или труднопроходимыми вследствие сезонных погодных изменений. Преимущественно термин распространяется на Россию, Белоруссию, Украину (северные широты) и Казахстан (северные части). Существует осенняя (примерно середина октября-конец ноября) и весенняя (середина марта-конец апреля) распутица. Первая возникает в результате дождей, вторая в результате таяния снега. В болотистой местности распутица сильнее. Для уменьшения и предотвращения распутицы государство строит дороги и мосты. При ремонте и строительстве дорог грязь удаляют, но на глубоких болотах в лесистой местности, грязь застилают сначала ветками деревьев, а сверху уже полноценным бревенчатым настилом.

## Влияние на историю России

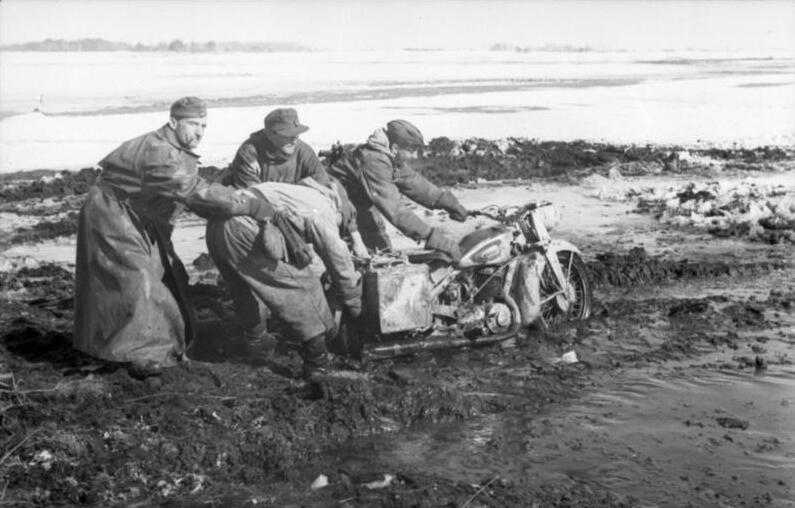
Немецкие солдаты с мотоциклом в грязи

Распутица не раз «выручала» Россию во время войн. В годы Монгольского нашествия на Русь войско татаро-монгол не дошло ста вёрст до Новгорода из-за приближения весенней распутицы.

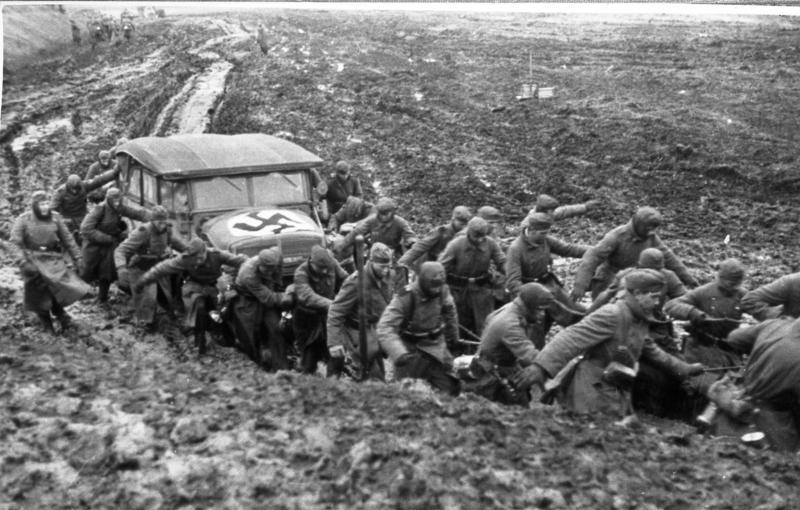
Вытаскивание застрявшего немецкого автомобиля

Распутица была большим препятствием для войск Наполеона во время Отечественной войны 1812 года. Она сильно влияла на скорость передвижения его армии.
Во время Великой Отечественной войны распутица помогла задержать наступление немцев на Москву. У немцев ломалась техника, сильно сократилась мобильность войск.
В Финляндии есть соответствующее явление, называемое «rospuutto». Большинство неасфальтированных дорог в Финляндии в период распутицы практически непригодны для использования. Финская распутица в основном происходит весной, когда тает снег и идут весенние дожди.
В западную историографию вошел термин rasputítsa — период проливных дождей, мешающих боевым действиям в России.

## В искусстве

### Живопись

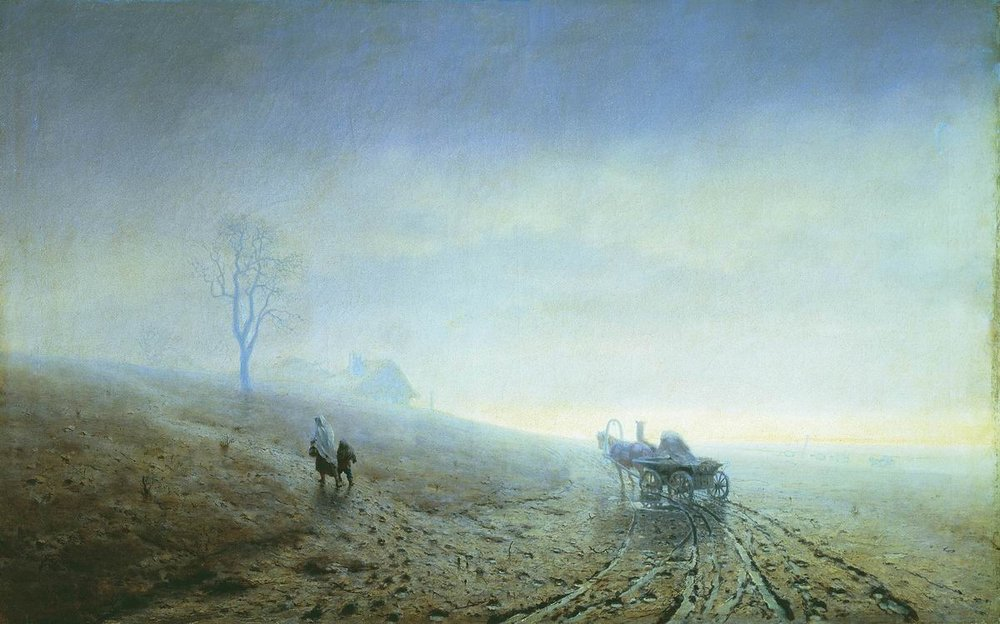
Осенняя распутица Архип Куинджи, 1870
Чумацкий тракт в Мариуполе Архип Куинджи, 1875
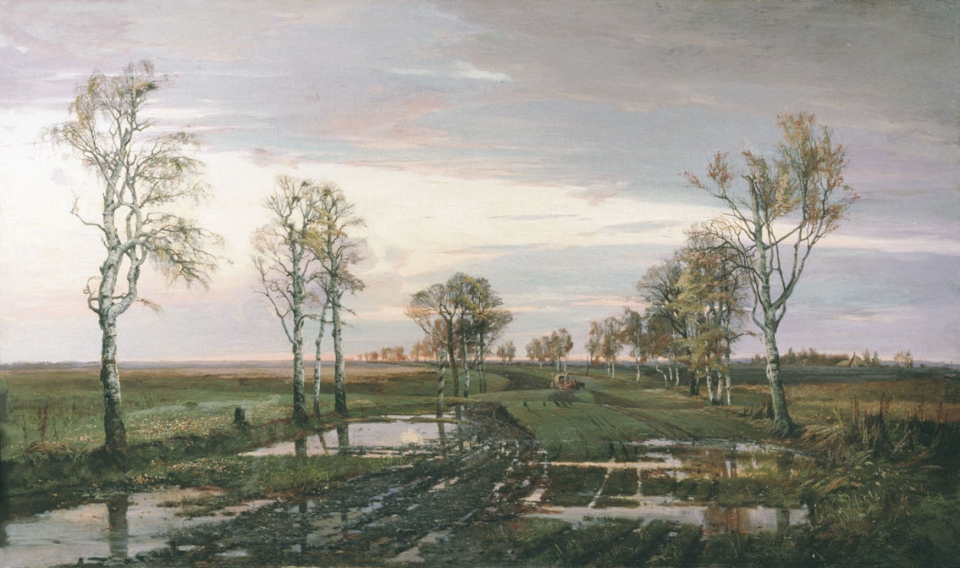
Большая русская дорога осенью Николай Добровольский, 1877
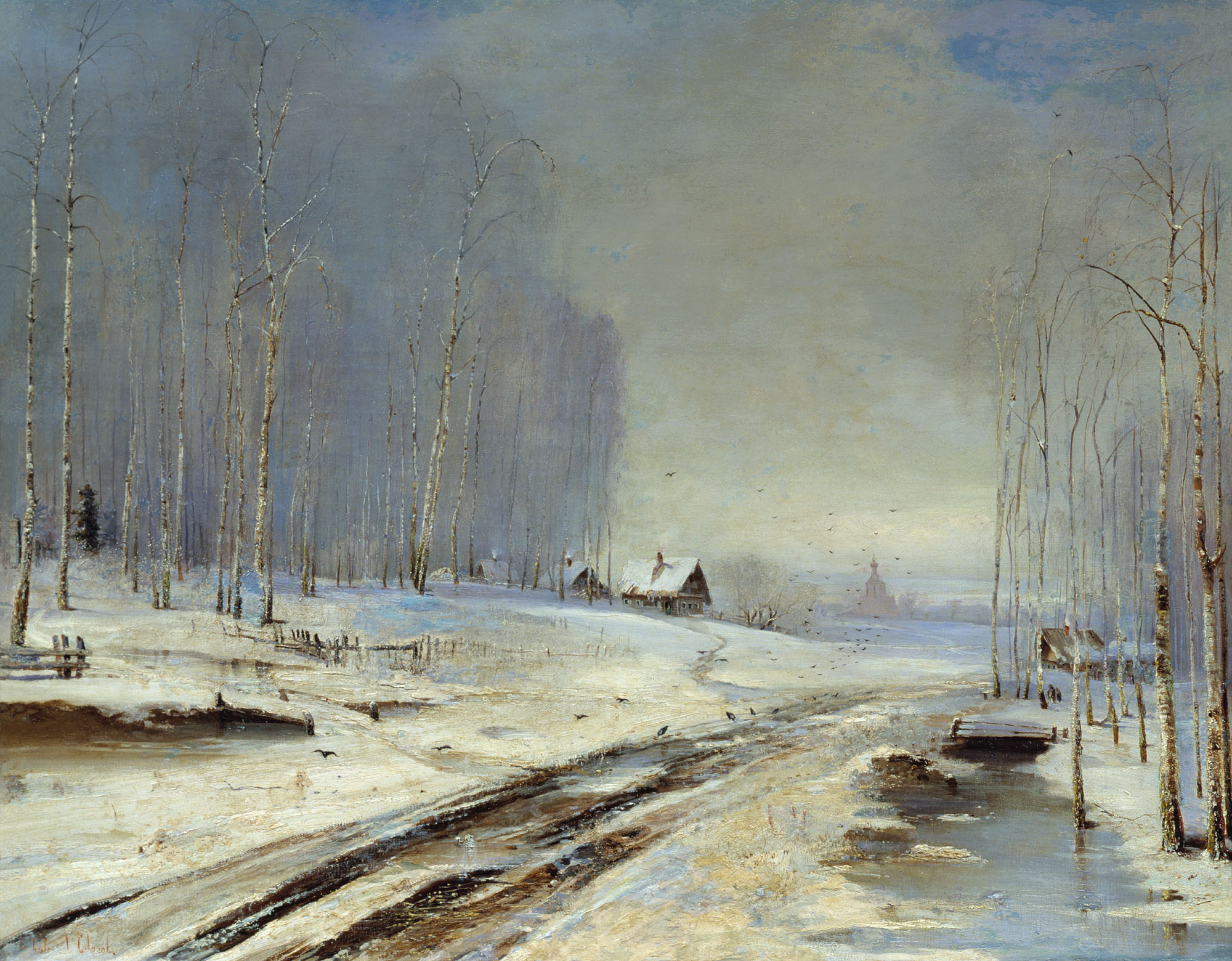
Распутица Алексей Саврасов, 1894

### Кинематограф
- В распутицу — фильм Андрея Разумовского